# Petre Ceapura
Petre Ceapura (12 de julio de 1942) es un deportista rumano que compitió en remo.
Participó en tres Juegos Olímpicos de Verano entre los años 1968 y 1980, obteniendo una medalla de bronce en Múnich 1972 en la prueba de dos con timonel. Ganó una medalla de oro en el Campeonato Mundial de Remo de 1970 y tres medallas de bronce en el Campeonato Europeo de Remo entre los años 1967 y 1973.

## Palmarés internacional
| Juegos Olímpicos   | Juegos Olímpicos        | Juegos Olímpicos  | Juegos Olímpicos   |
| Año                | Lugar                   | Medalla           | Prueba             |
| ------------------ | ----------------------- | ----------------- | ------------------ |
| 1972               | Múnich (RFA)            | Medalla de bronce | Dos con timonel    |
| Campeonato Mundial |                         |                   |                    |
| Año                | Lugar                   | Medalla           | Prueba             |
| 1970               | St. Catharines (Canadá) | Medalla de oro    | Dos con timonel    |
| Campeonato Europeo |                         |                   |                    |
| Año                | Lugar                   | Medalla           | Prueba             |
| 1967               | Vichy (Francia)         | Medalla de bronce | Cuatro con timonel |
| 1969               | Klagenfurt (Austria)    | Medalla de bronce | Dos con timonel    |
| 1973               | Moscú (URSS)            | Medalla de bronce | Dos con timonel    |